# سيلوستازول
سيلوستازول هو دواء مشتق من الكينولينون يستعمل في تسكين أعراض العرج المتقطع في الأشخاص المصابين بمرض الشريان المحيطي.
سيلوستازول هو أحد مثبطات فوسفودايستراز وهو مضاد للصفيحات.